# Psedna
Psedna is een geslacht van rechtvleugeligen uit de familie Pyrgomorphidae. De wetenschappelijke naam van dit geslacht is voor het eerst geldig gepubliceerd in 1972 door Key.

## Soorten
Het geslacht Psedna  is monotypisch en omvat slechts de volgende soort:
- Psedna nana (Rehn, 1953)